# Hylke Michiel Tromp
Hylke Michiel Tromp (Woudsend, 9 februari 1866 - Den Haag, 14 mei 1935) was een Nederlands burgemeester.
Tromp was een zoon van burgemeester Michiel Hylkes Tromp en Sipkje Sipkes de Boer. Hij bezocht de school van de Evangelische Broedergemeente in Zeist en slaagde er in 1886 voor het diploma gemeente-administratie. In 1887 werd hij aangesteld op de secretarie van de gemeente Franeker. 
In 1893 werd hij benoemd als burgemeester van Hemelumer Oldephaert en Noordwolde. Hij was daarnaast ontvanger van het waterschap. In 1906 verhuisde hij naar Sneek toen hij zijn vader opvolgde als burgemeester van Wymbritseradeel. Hij was daarnaast onder meer kerkvoogd, directeur van de plaatselijke spaarbank en lid van de voogdijraad. In 1931 werd hem eervol ontslag verleend als burgemeester. Tromp werd voor zijn diensten benoemd tot ridder in de Orde van Oranje-Nassau.